# James Tynion IV
James Tynion IV   (Nova York, 14 de desembre de 1987) és un autor de còmics estatunidenc. És conegut sobretot pel seu treball a DC Comics, com a guionista del títol principal de Batman, la trilogia Batman/Teenage Mutant Ninja Turtles i el volum 2 de Justice League Dark.
També és conegut per la seva sèrie de DC Black Label, The Nice House…, propietat del seu creador, i per les seves sèries independents The Department of Truth, Something Is Killing the Children, Memetic i The Woods.
El 2022, va guanyar tres premis Eisner per la seva obra. En total, ha guanyat cinc premis Eisner. També ha estat nominat deu vegades al Premi GLAAD Media al Millor Còmic, el màxim nombre de nominacions de qualsevol escriptor, guanyant-ne una el 2016.

## Biografia
James Tynion IV va néixer el 14 de desembre de 1987 a Milwaukee, Wisconsin, on va assistir a l'institut de la Universitat Marquette. Mentre estudiava escriptura creativa al Sarah Lawrence College, Tynion va conèixer i va començar a estudiar amb Scott Snyder, durant els primers anys de la seva carrera com a escriptor de còmics. Després de l'escola, va fer pràctiques al segell Vertigo de DC Comics, treballant entre d'altres amb l'editora Shelly Bond.

## Carrera professional
Després d'una breu etapa en publicitat, Scott Snyder va demanar a Tynion que coescrivís els complements per al rellançament de Batman a la New 52, començant per l'aclamada història de "Night of the Owls". Aquestes característiques portarien al llançament d'un còmic derivat, Talon, co-creat amb Snyder i escrit per Tynion. El 2013, Tynion va publicar la seva primera sèrie de còmics original, The Eighth Seal, per a l'editorial de còmics digitals de Mark Waid, Thrillbent. Tynion es convertiria en un dels guionistes principals de Batman Eternal, una sèrie setmanal de còmics de Batman llançada el 2014 que va ser dissenyada per explorar tot l'abast i el repartiment de Gotham City. Aquell mateix any, va publicar el còmic nominat al premi GLAAD Media, Memetic, amb l'artista Eryk Donovan, i el guardonat The Woods amb Michael Dialynas als Boom Studios. Actualment s'estan desenvolupant adaptacions d'ambdues sèries. El 2016, la col·laboració de Tynion amb Boom va continuar amb el títol de còmic guanyador del premi PRISM , The Backstagers, així com a DC a través del primer dels tres crossovers de còmics de Batman / Teenage Mutant Ninja Turtles amb DC i IDW Publishing, la primera trobada entre les dues franquícies.
Aquell mateix any, Tynion va ser anunciat com a guionista de la revista quinzenal Detective Comics per a la iniciativa Rebirth de DC. El 2018, Tynion va llançar un aclamat revival del còmic Justice League Dark, que va conduir a la història crossover de Wonder Woman "The Witching Hour". L'any següent, va llançar la minisèrie de còmics guanyadora del premi Eisner i nominada al premi Harvey, Something is Killing the Children, que més tard es va actualitzar a un títol continu a causa de l'alta demanda. Va desenvolupar una adaptació d'una sèrie de Netflix de Mike Flanagan i Trevor Macy. El 2020, es va anunciar que Tynion seria el guionista del còmic principal de Batman, on cocrearia personatges com Punchline, Ghost-Maker, Clownhunter i Miracle Molly. Aquell juliol, va estrenar la revista de terror autopublicada Razorblades. i el 30 de setembre d'aquell any va llançar The Department of Truth, nominada als premis Eisner i Harvey, a Image, Els drets cinematogràfics i televisius de The Department of Truth van ser adquirits per Sister, la productora cofundada per Elisabeth Murdoch, Stacey Snider i Jane Featherstone, el febrer del 2021.
El 2021, Tynion va llançar dos títols de còmic nominats al premi Eisner: el primer volum de la sèrie de novel·les gràfiques Wynd a Boom, i The Nice House on the Lake, guanyador del premi Eisner, a DC Black Label.
El 2021 també va marcar el primer premi Eisner de Tynion al millor escriptor. Aquell mateix any, Tynion i Boom van anunciar un còmic derivat de Something is Killing the Children titulat House of Slaughter, coescrit amb Tate Brombal (i més tard amb Sam Johns), que es va llançar amb xifres rècord. El 2021 també va veure Tynion deixar el seu contracte exclusiu amb DC i se li va oferir una subvenció de Substack per llançar una sèrie de títols de còmics originals propietat del seu creador directament a la seva plataforma, sent el primer el còmic en curs Blue Book amb l'artista Michael Avon Oeming.
L'agost de 2021, Tynion va formar part d'un grup de creadors amb qui el seu company escriptor de còmics Nick Spencer va signar un acord amb la plataforma de butlletins de subscripció Substack per publicar històries de còmics, assajos i guies instructives propietat dels creadors. Tynion va indicar que acabaria la seva etapa en els llibres de Batman per concentrar-se en el seu butlletí Substack, que inclouria Blue Book, una sèrie de no-ficció il·lustrada per Michael Avon Oeming, i basada en relats de trobades amb extraterrestres i el sobrenatural, que s'estrenarà el febrer de 2023. La sèrie es publicaria en capítols de deu pàgines, dues vegades al mes, els divendres. El primer capítol descriuria l'incident de Barney i Betty Hill de 1961, en què els Hill van declarar que van ser segrestats de les White Mountains a New Hampshire per extraterrestres. A l'octubre de 2023, es va anunciar que un segon capítol, titulat Blue Book: 1947, que se centra en nous personatges, estava previst que es publiqués al febrer de 2024.
El febrer de 2022, Tynion va llançar a Substack dues sèries de còmics en curs: The Oddly Pedestrian Life of Christopher Chaos, escrita per Tate Brombal i basada en una idea de Tynion; True Weird, i la sèrie limitada de còmics The Closet, que més tard seria reeditada per Image Comics. Aquell abril, Tynion va llançar The Sandman Universe: Nightmare Country, un spin-off del còmic Vertigo, The Sandman. Aquell novembre, es va informar que Tynion s'havia associat amb Dark Horse Comics per publicar versions impreses dels llibres Substack de Tiny Onion, així com històries originals.
Tynion va contribuir a l'antologia de còmics The Devil's Cut, que va ser publicada per la startup editorial DSTLRY el 2023. També va començar una nova sèrie de terror per a Image, titulada W0rldtr33, amb l'artista Fernando Blanco, la publicació de la qual començarà l'abril de 2023.
El 16 de febrer de 2024, Tynion va anunciar que estava creant un nou estudi de producció anomenat Tiny Onion en col·laboració amb Lyrical Media, que havia invertit set xifres a l'estudi. El propòsit del nou estudi, tal com ho descriu Tynion, serà ajudar en el "desenvolupament, l'empaquetatge, el màrqueting i la promoció multiplataforma de noves obres propietat de creadors", així com "ser un trampolí perquè la nova propietat intel·lectual de creadors s'estengui més enllà dels còmics al cinema, els videojocs i fins i tot l'animació". 

## Vida personal
James Tynion IV és obertament gai.

## Premis i nominacions

### Victòries
- Premi Eisner 2023 al millor guionista per House of Slaughter, Something Is Killing the Children, The Nice House on the Lake, The Sandman Universe: Nightmare Country, The Closet, The Department of Truth
- Premi Eisner 2022 a la millor sèrie nova per "La bonica casa del llac"
- Premi Eisner 2022 a la millor sèrie continuada per "Something is Killing the Children"
- Premi Eisner 2022 al millor escriptor per "El departament de la veritat", "La bonica casa al llac", "Alguna cosa està matant els nens" i "Wynd"
- Premi Ringo 2022 al millor escriptor
- Premi Ringo 2022 a la millor sèrie per "Something is Killing the Children"
- Premi Ringo 2022 al millor número o relat individual per "Something is Killing the Children #20"
- Premi Eisner 2021 al millor guionista per Something Is Killing the Children ( Boom!), Wynd (Boom!), Batman (DC), The Department of Truth (Image), Razorblades (Tiny Onion)[40]
- Premi Ringo 2021 al millor escriptor
- Premi Diamond Gem 2017 al millor TP/HC amb llicència de l'any per "Batman/TMNT Vol. 1"[41]
- Premi PRISM 2017 al millor número individual d'una editorial convencional per "The Backstagers #1"[42]
- Premi GLAAD Media 2016 al millor còmic per "The Woods"

### Nominacions
- Premi GLAAD Media 2025 al millor còmic per "The Nice House by the Sea"[43]
- Premi GLAAD Media 2025 al millor còmic per "Spectregraph"[43]
- Premi GLAAD Media 2023 al millor còmic per "The Nice House on the Lake"
- Premi GLAAD Media 2023 al millor còmic per "Wynd: The Throne in the Sky"
- Premi Eisner 2022 a la millor sèrie continuada per "El Departament de la Veritat"
- Premi Eisner 2022 a la millor publicació per a adolescents (de 13 a 17 anys) per "Wynd"
- Premi GLAAD Media 2022 al millor còmic per "Wynd"
- Premi Harvey 2022 al llibre de l'any per "The Department of Truth Vol 3: Free Country"
- Premi Harvey 2022 al llibre de l'any per "La bonica casa al llac"
- Premi Eisner 2021 a la millor sèrie nova per "El Departament de la Veritat"
- Premi Eisner 2021 a la millor sèrie continuada per "El Departament de la Veritat"
- Premi GLAAD Media 2021 al millor còmic per "Wynd"
- Premi Harvey 2021 al llibre de l'any per "El Departament de la Veritat"
- Premi Ringo 2021 a la millor sèrie per "El Departament de la Veritat"
- Premi Harvey 2020 al llibre de l'any per "Something is Killing the Children, Vol. 1"[44]
- Premi Eisner 2020 a la millor sèrie nova per "Something is Killing the Children"[45]
- Premi Ringo 2020 a la millor sèrie per "Something is Killing the Children"[46]
- Premi GLAAD Media 2017 al millor còmic per "The Woods"
- Premi GLAAD Media 2017 al millor còmic per "The Backstagers"[47]
- Premi GLAAD Media 2017 al millor còmic per "Batwoman"[48]
- Premi GLAAD Media 2015 al millor còmic per "Memetic"[49]